# Bulbophyllum hashimotoi
Bulbophyllum hashimotoi là một loài phong lan thuộc chi Bulbophyllum.